# Maria Bellonci
Maria Villavecchia Bellonci (ur. 30 listopada 1902 w Rzymie, zm. 13 maja 1986 tamże) – włoska pisarka i dziennikarka. W 1986 otrzymała Nagrodę Stregi.

## Twórczość
- Lukrecja Borgia, jej życie i czasy (oryg. Lucrezia Borgia, 1939; wydanie polskie 1989)[1]
- Sekrety rodu Gonzagów (oryg. Segreti dei Gonzaga, 1947; wydanie polskie ok. 1960)
- Marco Polo (oryg. Marco Polo, 1982)
- Milano Viscontea (1956)
- Pubblici segreti (1965)
- Come un racconto. Gli anni del Premio Strega (1969)
- Tu vipera gentile. Delitto di stato, Soccorso a Dorotea, Tu vipera gentile (1972)
- Rinascimento privato (1985)
- Io e il Premio Strega (1987)
- Segni sul muro (1988)
- Pubblici segreti n. 2 (1989)
- Il Premio Strega (1995)
- Gente in castello (2007)